# Pascal Forney
Pascal Forney est un réalisateur, scénariste suisse né le 11 mars 1983 à Lausanne (Suisse).

## Biographie
Pascal approche très jeune l’art du spectacle par la magie. Il se passionne ensuite pour le cinéma et suit des études dans ce domaine à l’ecal (École cantonale d'art de Lausanne).
En 2005, avec le producteur Arnaud Gantenbein, il fonde Imaginastudio, une société de production spécialisée dans le cinéma de genre et de divertissement.
En parallèle de ses activités pour Imaginastudio, Pascal Forney collabore avec différentes agences de communication et travaille sur des mandats internationaux. Il parcourt ainsi le globe et tire son inspiration des rencontres, lieux et images qu’il attrape à son détour.
En 2014 il met en place la formation ES-Film au sein de l'École romande d'art et de communication (Eracom) à Lausanne. Il en est depuis le coordinateur pédagogique.

## Œuvre
Pascal Forney aime traiter avec humour et cynisme le thème des illusions. Un thème d'autant plus proche de lui qu'il fut magicien pendant de nombreuses années. Dans "L'Improbable Odyssée" avec le transformiste italien Arturo Brachetti, il narre une tranche de vie d'un épouvantail rêvant de gloire. En 2008, il réalise "Vincent, le Magnifique" avec Jean-Claude Dreyfus, Didier Flamand et Benoît Allemane ; il concilie alors ses deux passions en montrant l'ambition d'apprenti illusionniste qui souhaite ressembler à son idole. En 2010 il met en scène Carlos Leal dans le rôle de "Lester" un vampire allergique à un certain groupe sanguin, puis en 2013, il réalise "Entre Ange et Démon" avec la participation de Barbara Hendricks. Ce dernier film remporte le Méliès d'Argent, meilleur court-métrage européen au Festival du Film Fantastique de Neuchâtel (NIFFF) avant de continuer sa carrière dans plus de 40 festivals.
En 2021, il signe pour la RTS (Radio Télévision Suisse) "Homme Cadré sur Fond Blanc" la recréation télévisuelle de la pièce de théâtre de Pierric Tenthorey : "Homme Encadré sur Fond Blanc".

## Filmographie

### Réalisateur
- 2005 : La Fosse
- 2006 : L'Improbable Odyssée
- 2008 : Vincent, le Magnifique
- 2010 : Lester
- 2013 : Entre Ange et Démon
- 2021 : Homme Cadré sur Fond Blanc

### Scénariste
- 2005 : La Fosse
- 2006 : L'Improbable Odyssée
- 2008 : Vincent, le Magnifique
- 2010 : Lester
- 2013 : Entre Ange et Démon

### Producteur exécutif
- 2008 : Vincent, le Magnifique
- 2009 : La Partition
- 2010 : Lester
- 2011 : Le Lac Noir
- 2013 : Le Pot de Confiture

### Publicités
Il est le réalisateur de différents films commerciaux pour des clients tels que Tissot, Nestlé, Nespresso, Hublot, Honeywell, Moët Hennessy, Pathé.

## Distinctions

### Festival international du film fantastique de Neuchâtel
- 2008 : Prix H.R. Giger, meilleur court-métrage suisse pour Vincent, le Magnifique
- 2013 : Méliès d'Argent, meilleur court-métrage européen pour Entre Ange et Démon

### Festival international du film de Locarno
- 2010 : Sélection Léopards de demain pour Lester

### Festival européen du film court de Brest
- 2010 : Sélection Midnight Show pour Lester
- 2014 : Sélection Brest Off pour Entre Ange et Démon

### Festival international du film de Shanghai
- 2011 : Sélection officielle pour Lester